# Pius de Valls i de Feliu
Pius de Valls i de Feliu (Barcelona, 1865 - Barcelona, 1939) fou un propietari rural i polític carlí català.
Era fill de Ramon de Valls i de Barnola (†1911) i de Concepció de Feliu i de Ros, una familia benestant de propietaris rurals d'Olzinelles establerta a Barcelona. Ramon de Valls va ser president de la Junta provincial carlina de Barcelona durant molts anys.
Pius s'involucrà en el carlisme català des de jove, formant part l'any 1907 de la Junta regional de Solidaritat Catalana. El 1909 es presentà a les eleccions provincials i fou elegit diputat. El 1913 es va tornar a presentar, aquest cop com a jaumí al marge de la Lliga Regionalista, i fou novament escollit. L'any 1915 formà part de la Junta regional tradicionalista i va ser un dels membres integrants de la comissió de governació de la Diputació de Barcelona. Va mantenir gran amistat amb Enric Prat de la Riba.
Durant la Dictadura de Primo de Rivera va donar suport al règim i presidí la Unión Patriótica a Olzinelles, rebent el dictador en la visita que va fer a Arenys de Mar el 1926.
Instaurada la Segona República Espanyola, va visitar el General Batet a la comandància poc abans dels fets d'octubre de 1934. Durant la guerra civil, es refugià a la casa que tenia a Sant Celoni, protegit per l'alcalde. La bona reputació que tenia de generós amb les classes humils el salvà d'una possible repressió per part dels milicians.
Per la seva defensa de la riquesa forestal, el 1932 va rebre un homenatge de la Societat Protectora d'Animals i Plantes de Catalunya a la seva finca d'Olzinelles amb una representació oficial de la Generalitat de Catalunya.